# Estación Waseda (Metro de Tokio)
La estación Waseda (早稲田駅 Waseda-eki?) de la Línea Tōzai, es operada por Tokyo Metro, y está identificada como T-04. Se encuentra ubicada en el barrio especial de Shinjuku, en la prefectura de Tokio, Japón. La estación abrió el 23 de diciembre de 1964, y se encuentra a 600 m de la estación homónima de la línea de tranvías Toden Arakawa.

## Sitios de interés
- Universidad de Waseda
- Calle Waseda (Ruta prefectural 25)
- Hotel "Rihga Royal"
- Biblioteca municipal
- Escuela media Shinjuku Yamabuk
- Universidad de Mujeres de Japón
- Instituto Nacional de salud y nutrición
- Instituto Nacional de enfermedades infecciosas
- Parque Toyama
- Templo Hōjō-ji
- Ana-hachimangū